# Issacaris setosiventris
Issacaris setosiventris är en skalbaggsart som beskrevs av Gutierrez 1952. Issacaris setosiventris ingår i släktet Issacaris och familjen Melolonthidae. Inga underarter finns listade i Catalogue of Life.